# Гаурены (Ниспоренский район)
Гаурены (рум. Găureni, Гэурень) — село в Ниспоренском районе Молдавии. Наряду с селом Бэлэнешть входит в состав коммуны Бэлэнешть.

## География
Село расположено на высоте 206 метров над уровнем моря.

## История
Раннее на картах именовалось как Гэурень де Сус (рум. Găureni de Sus).

## Население
По данным переписи населения 2004 года, в селе Гэурень проживает 728 человек (370 мужчин, 358 женщин).
Этнический состав села:
| Национальность | Число жителей | Процентный состав |
| -------------- | ------------- | ----------------- |
| молдаване      | 723           | 99.31             |
| румыны         | 3             | 0.41              |
| украинцы       | 1             | 0.14              |
| русские        | 1             | 0.14              |
| Всего          | 728           | 100%              |